# Cyclamen balearicum
Cyclamen balearicum is een plant uit het geslacht Cyclamen, die endemisch is voor de Balearen, doch ook gevonden is op een paar plaatsen in Zuid-Frankrijk (Languedoc-Roussillon).

## Kenmerken
C. balearicum lijkt op de zustersoort C. repandum maar is kleiner, met witte, soms roze gevlamde, bloemen en groengrijze bladeren.

## Hybridisatie
Een recente studie toonde aan dat bepaalde taxa in Corsica (streek van St-Florent) in feite hybriden Cyclamen repandum × balearicum zijn. De aanwezigheid van deze hybride populaties in Corsica laat vermoeden dat Cyclamen balearicum reeds aanwezig was voor de tektonische activiteiten die Corsica, de Balearen en Zuid-Frankrijk uit elkaar gedreven hebben.
Daar waar C. balearicum en verwante soorten samen geteeld worden, kunnen kruisingen ontstaan. Zo kennen we C. creticum × C. balearicum en C. ×saundersii Grey-Wilson (C. repandum × C. balearicum).

## Kweek
C. balearicum is niet winterhard en moet, behalve in streken met een zachter klimaat zoals het zuiden van Engeland en het westen van Frankrijk, gekweekt worden in een koude kas. 
... · 
C. abchasicum · 
C. africanum · 
C. alpinum · 
C. balearicum · 
C. cilicium · 
C. colchicum · 
C. coum (Rondbladige cyclaam) · 
C. creticum · 
C. cyprium · 
C. elegans · 
C. graecum · 
C. hederifolium (Napolitaanse cyclaam) · 
C. intaminatum · 
C. libanoticum · 
C. mirabile · 
C. persicum · 
C. pseudibericum · 
C. parviflorum · 
C. purpurascens (Alpenviooltje) · 
C. repandum · 
C. rhodium · 
C. rohlfsianum · 
C. somalense · 
...